# Citruspillangó

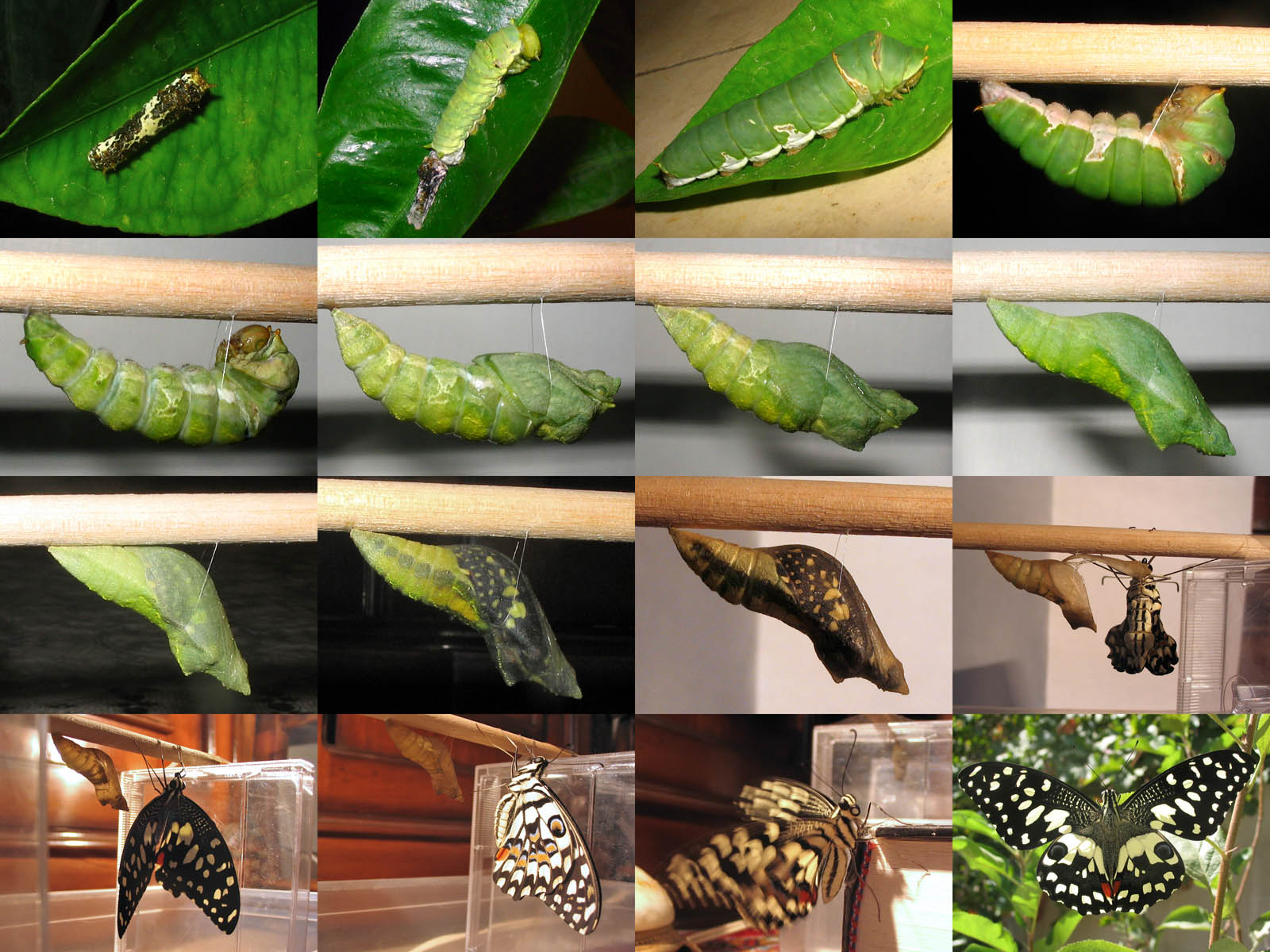
Összetett kép a pillangó egyedfejlődéséről

A citruspillangó (Papilio demoleus) a rovarok (Insecta) osztályának lepkék (Lepidoptera) rendjébe, ezen belül a pillangófélék (Papilionidae) családjába tartozó faj.

## Előfordulása
A citruspillangó előfordulási területe eredetileg Ázsia és talán Ausztrália volt. Viszont manapság a Föld számos pontján fellelhető, ahol kártevőnek és inváziós fajnak számít. A következő országokban és szigeteken található meg: Omán, Egyesült Arab Emírségek, Szaúd-Arábia, Kuvait, Bahrein, Katar, Irán, Nyugat- és talán Kelet-Afganisztán, Nyugat-Pakisztán, Srí Lanka, India (benne: Andamán- és Nikobár-szigetek), Nepál, Mianmar, Thaiföld, Fülöp-szigetek, Kambodzsa, Dél-Kína (benne: Hajnan és Kuangtung tartományok), Kínai Köztársaság, Japán (ritka kóborló), Malajzia, Szingapúr, Indonézia (benne: Borneó, Szumátra, Sula, Talaud, Flores, Alor és Sumba), Pápua Új-Guinea, Ausztrália (beleértve a Lord Howe-szigetcsoportot is), és talán Hawaii, valamint a Csendes-óceán egyéb szigetein is.
Korábban hiányzott Borneóról, azonban manapság az egyik leggyakoribb lepkefaj a Sabah és Sarawak tartományokban, illetve Bruneiban. Az utóbbi években eljutott a Hispaniola szigetre, valamint Jamaicára és Puerto Ricóba is. Hogy hogyan jutott el ezekre a helyekre, még nem ismert.
Afrikában és Madagaszkáron a legközelebbi rokonai, a demodocus fajcsoportba tartozó lepkék - melynek a citruslepke is része - helyettesítik. A biogeográfiai, törzsfejlődéses (philogenesis) és vikarizmus avagy fajhelyettesítéses kutatások alapján a biológusok megtudták, hogy ennek a csoportnak a legelső képviselői a kréta időszakban élhettek, de a fajok többsége a középső miocéni Madagaszkáron alakult ki.

## Alfajai
Ennek a fajnak 6 alfaját ismerik el a szakértők:
- Papilio demoleus demoleus Linnaeus, 1758 — szerte Ázsiában Kínától egészen az Arab-félszigetig, és manapság a Karib-térség egyes szigetén, köztük Jamaicában is.
- Papilio demoleus libanius Fruhstorfer, 1908 — Thaiföld, a Fülöp-szigetek, Sula, Talaud.
- Papilio demoleus malayanus Wallace, 1865 — Szumátra és a Maláj-félsziget.
- Papilio demoleus novoguineensis Rothschild, 1908 — Pápua Új-Guinea.
- Papilio demoleus sthenelus Macleay, 1826 — Ausztrália.
- Papilio demoleus stenelinus Rothschild, 1895 — Sumba, Flores és Alor.

## Megjelenése
A szárnyfesztávolsága 80–100 milliméteres. A Papilio-fajok többségétől eltérően a hátsó szárnyai nincsenek „farkok”. Szárnyainak felső fele fekete több, nagyobb fehér folttal, melyek tarka megjelenést kölcsönöznek. A hátsó szárnyak végénél, vörös színű „szemek” láthatók. A szárnyak alsó fele olyan, mint felül, azonban a fehér foltok nagyobbak és néhol sárgás vagy narancssárgás árnyalatúak.

## Életmódja
Lepke létére a citruspillangó agresszív, térhódító faj. Ahol megjelenik, gyorsan kezdi növelni létszámát; ezenkívül igen alkalmazkodó képességű. Számos élőhelyen képes megélni: a füves pusztáktól kezdve, a félsivatagokon és hegységeken keresztül a trópusok esőerdőkig. Továbbá számos növénnyel táplálkozik, de főképp rutafélék (Rutaceae), ezekből is citrusformákkal (Aurantioideae) - ahonnan a neve is származik -, valamint pillangósvirágúakkal (Fabaceae). A citrusültetvényeken nagy károkat okoz.
Mivel az élőhelyein nagy számban fordul elő, sok más élőlény tekinti táplálékának vagy gazdaállatának; köztük: különböző madarak, kaméleonfélék, pókok, poloskák, kétszárnyúak, élősködő darazsak (Masarinae), baktériumok és gombák.

## Szaporodása
Egész évben repülhet, de a többségük a monszun idején alakul át.
A fogságban tartott példányok alapján a kutatók megtudták, hogy a citruslepkének évente nyolc nemzedéke is lehet. A pete kor 3,1-6,1 napig, a hernyó kor 12,9-22,7 napig, a báb kor 8-22,4 napig és az imágó kor 4-6 napig, de általában 5 napig tart. Az eltérő napok a különböző élőhelyeken, illetve életfeltételek közti példányok fejlődését tükrözi.

## Képek

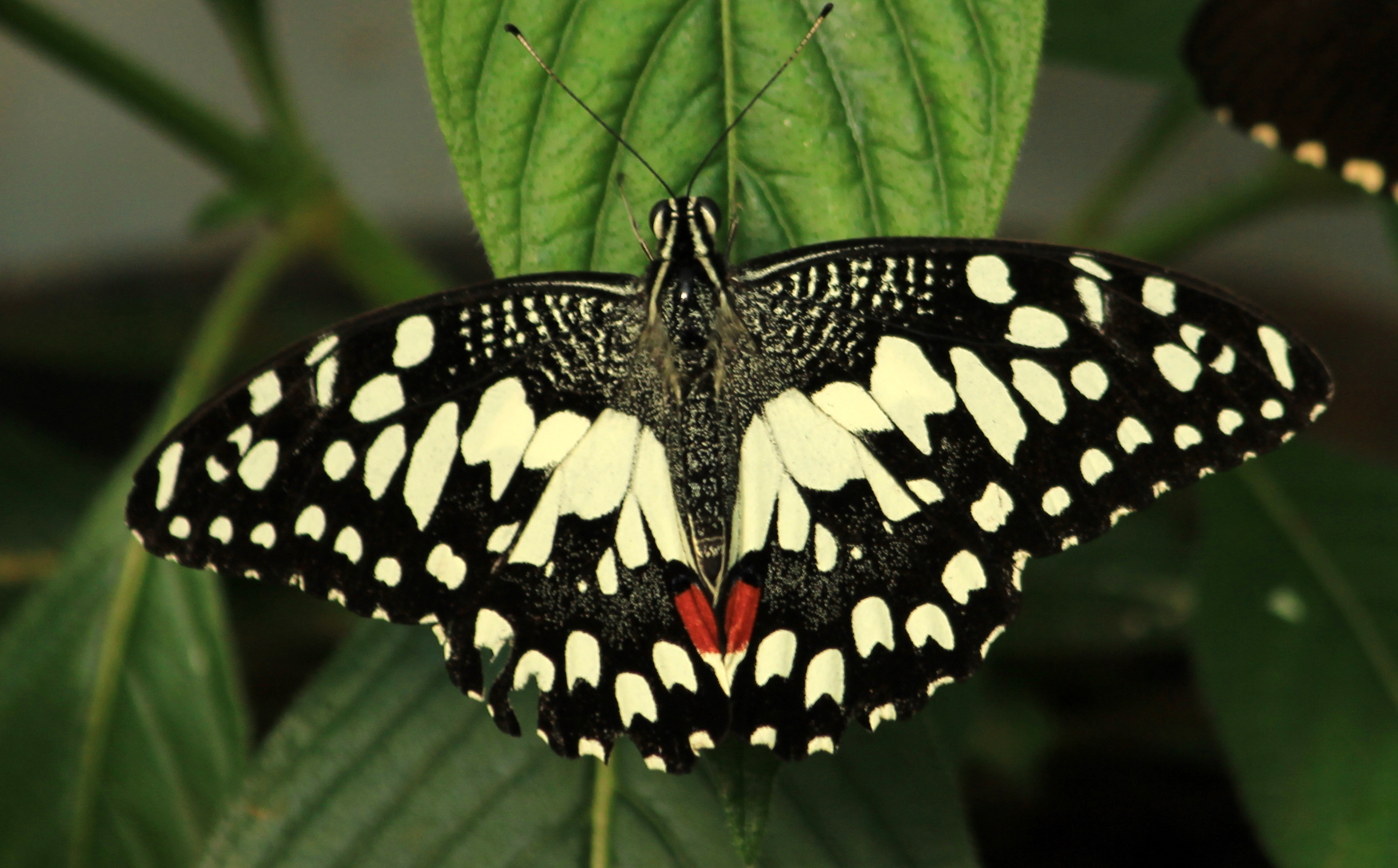
Imágók
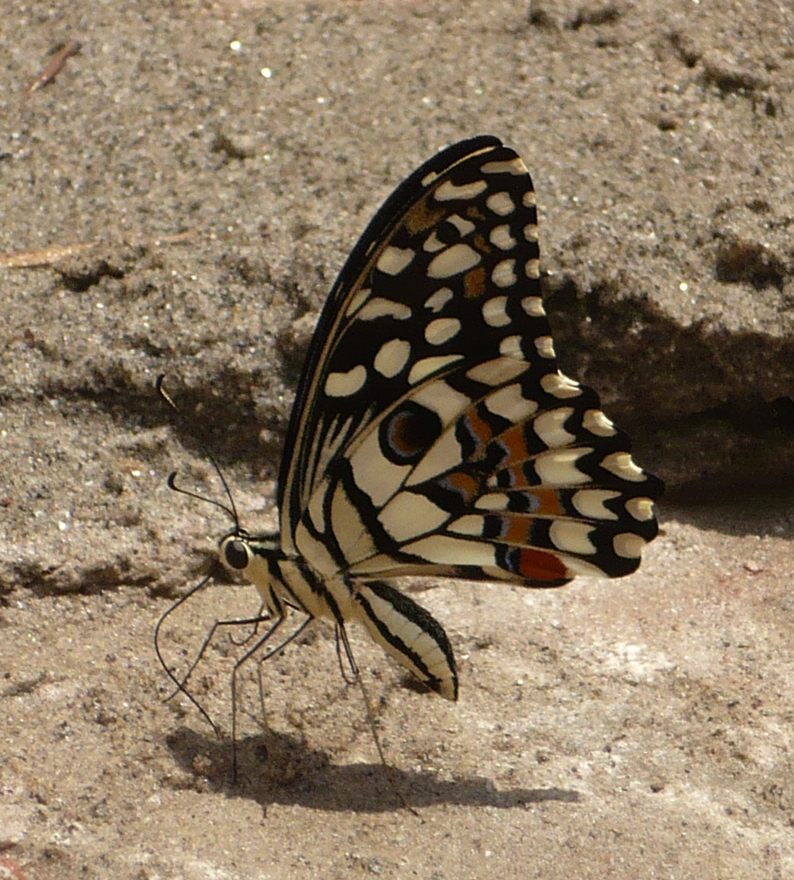
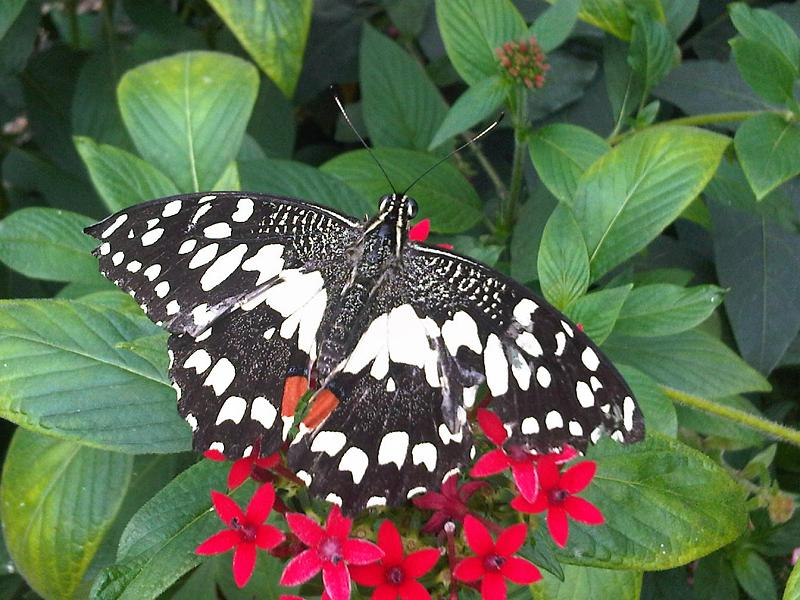
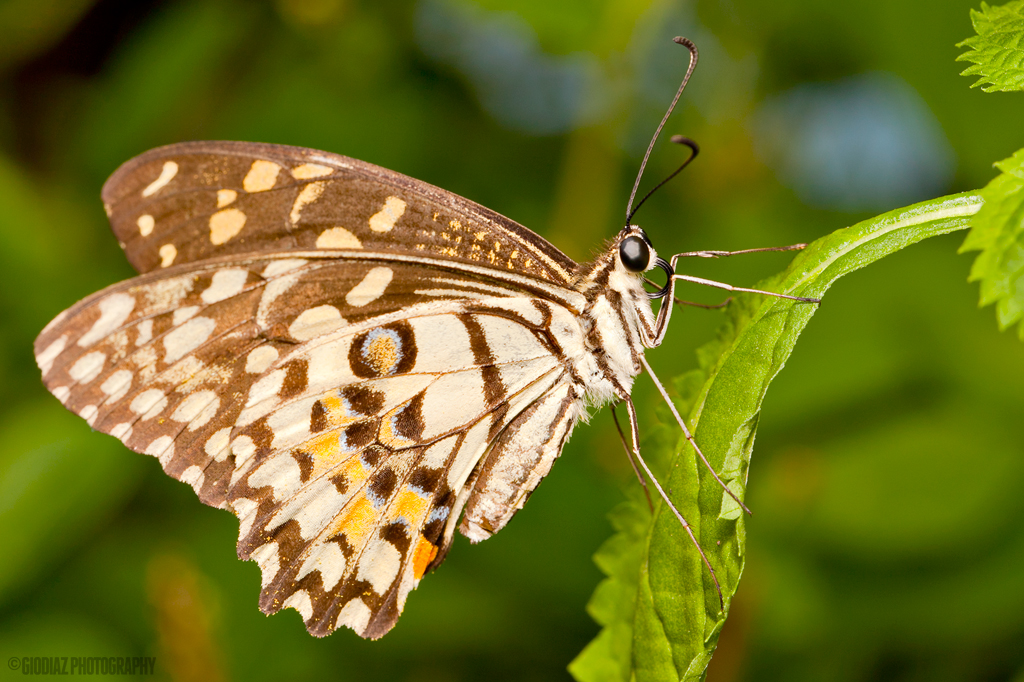
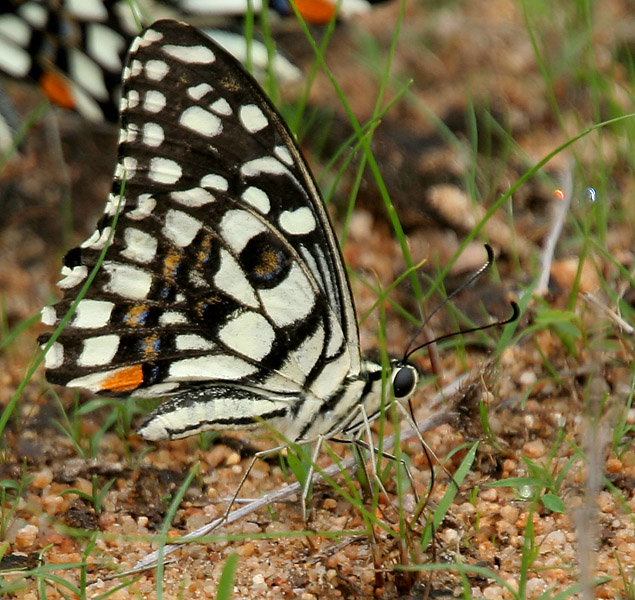
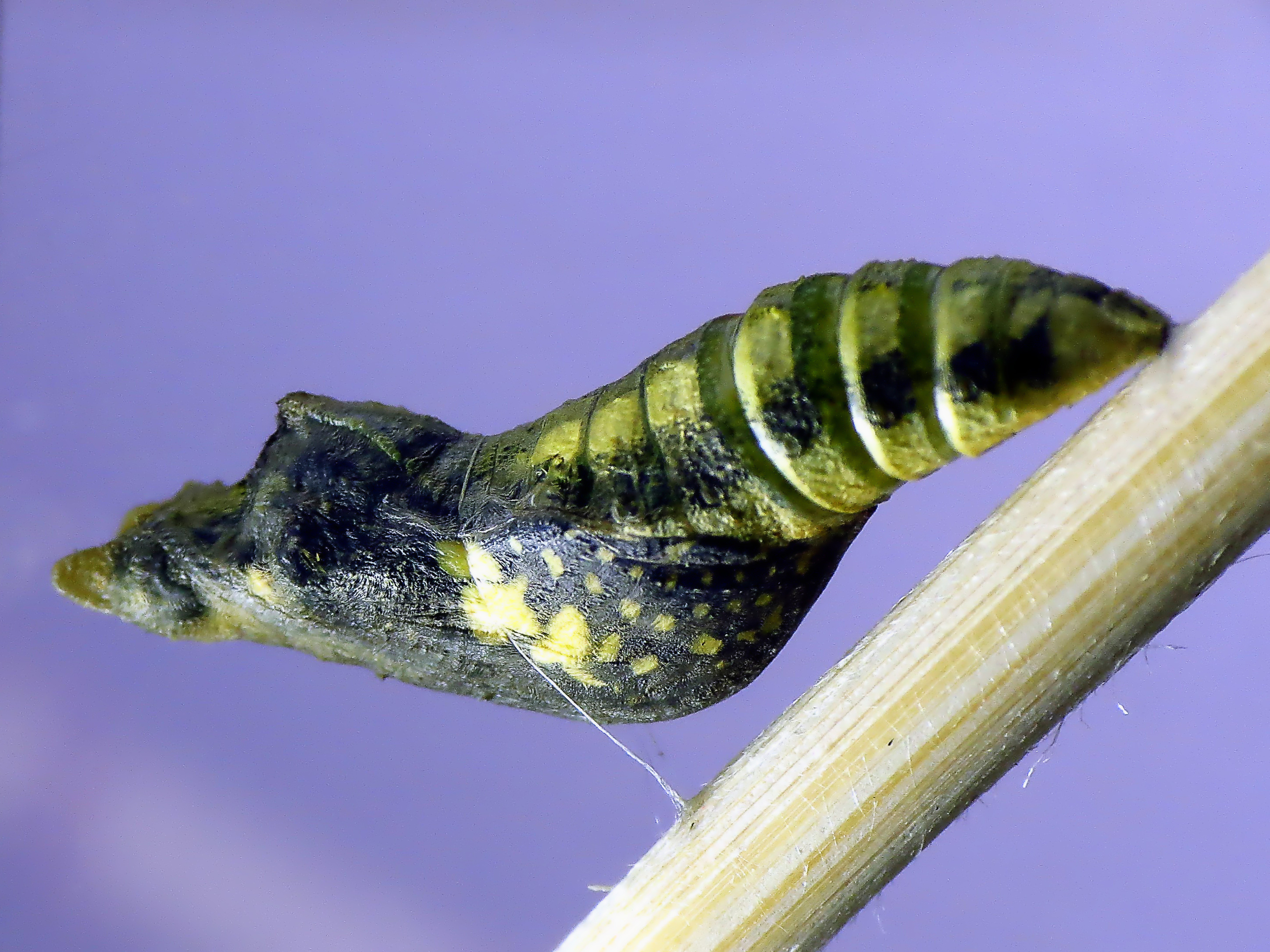
Bábok
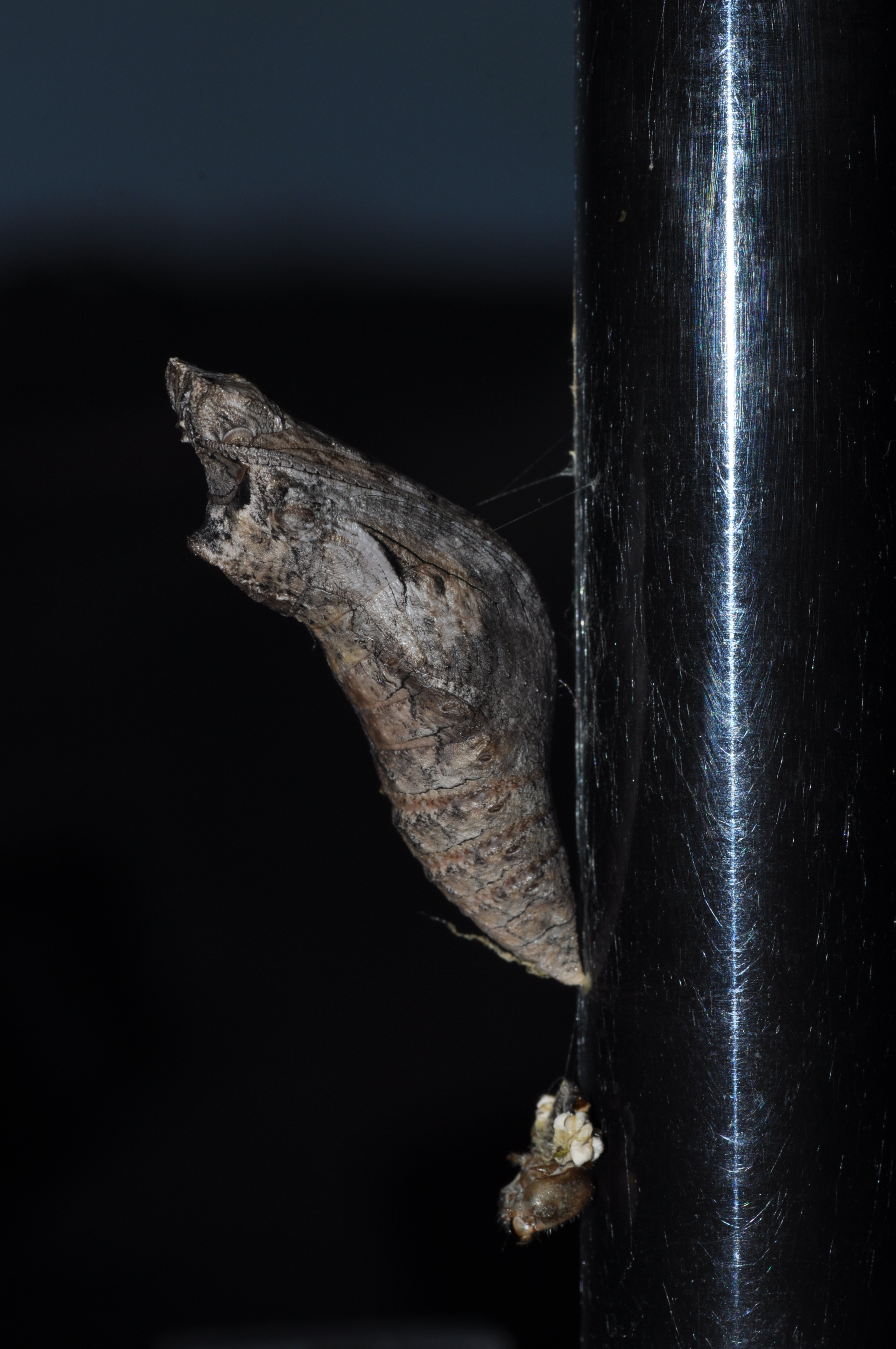
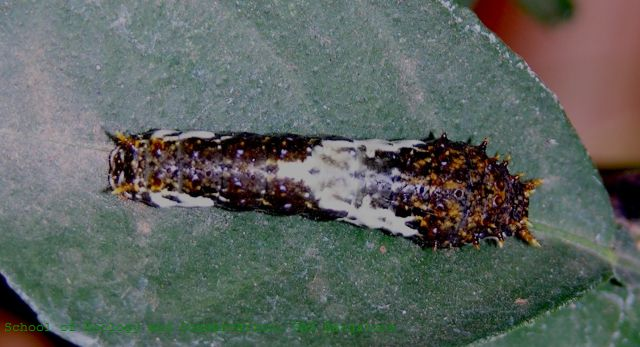
Fiatalabb hernyók
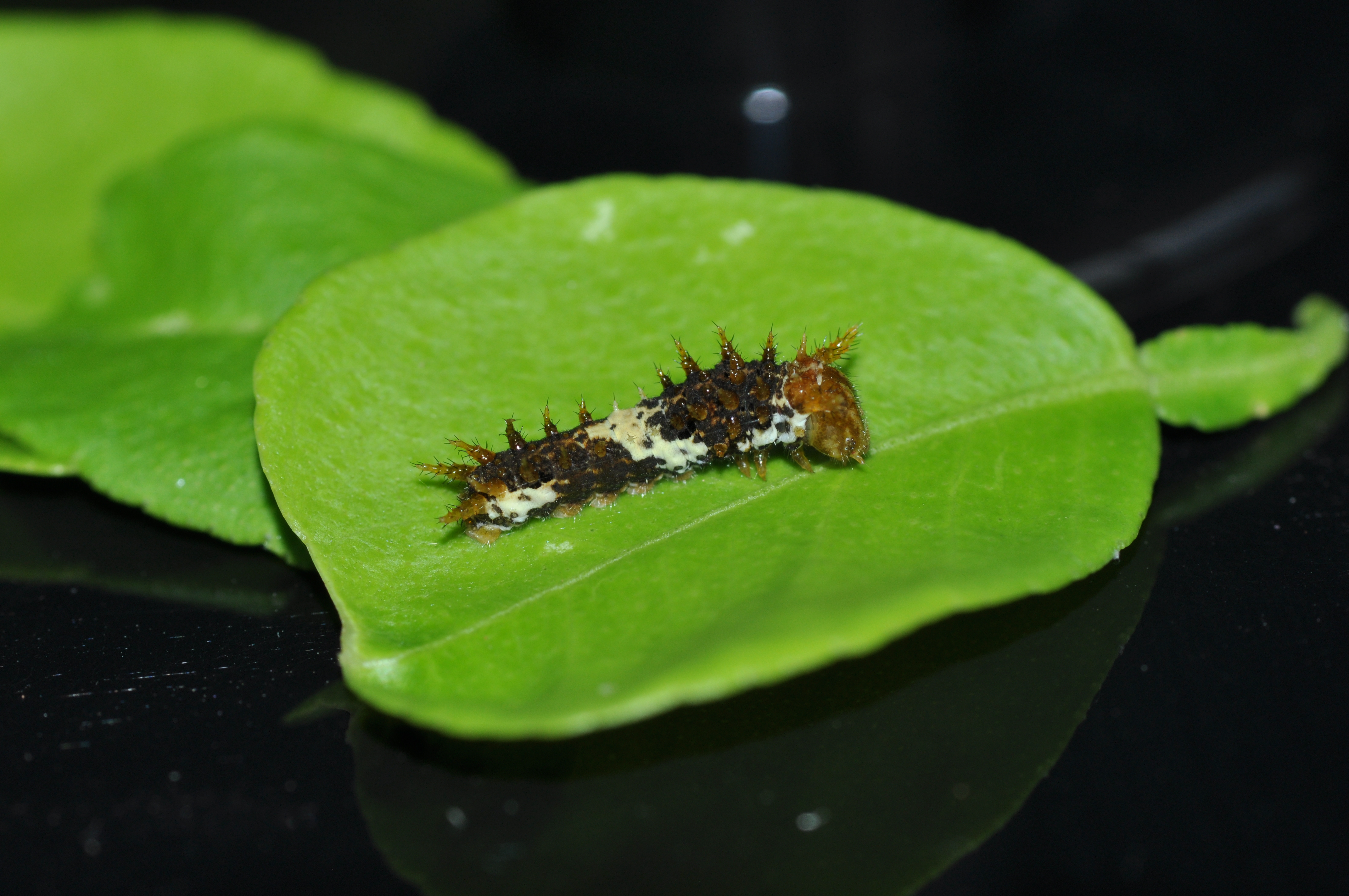
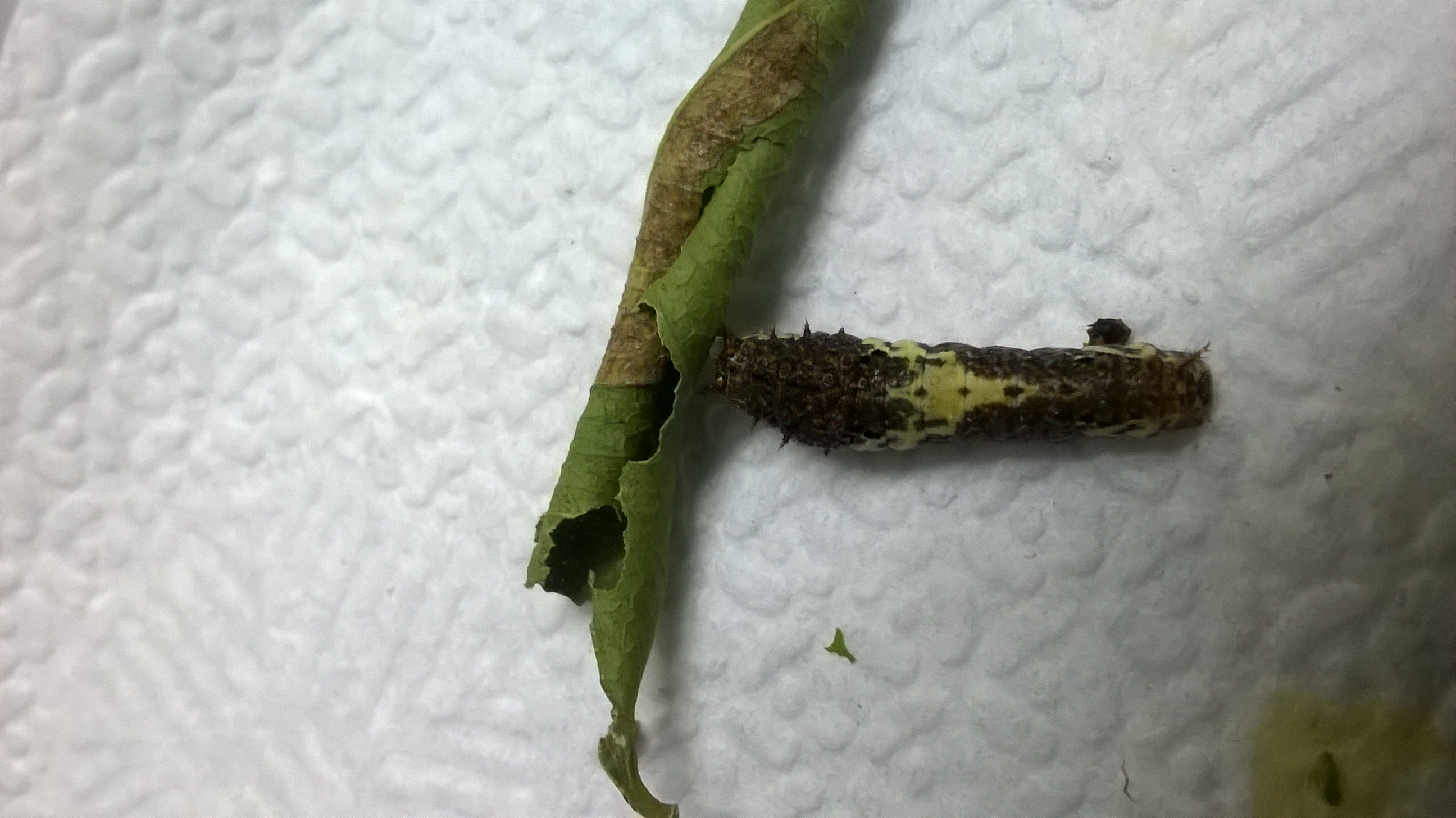
és
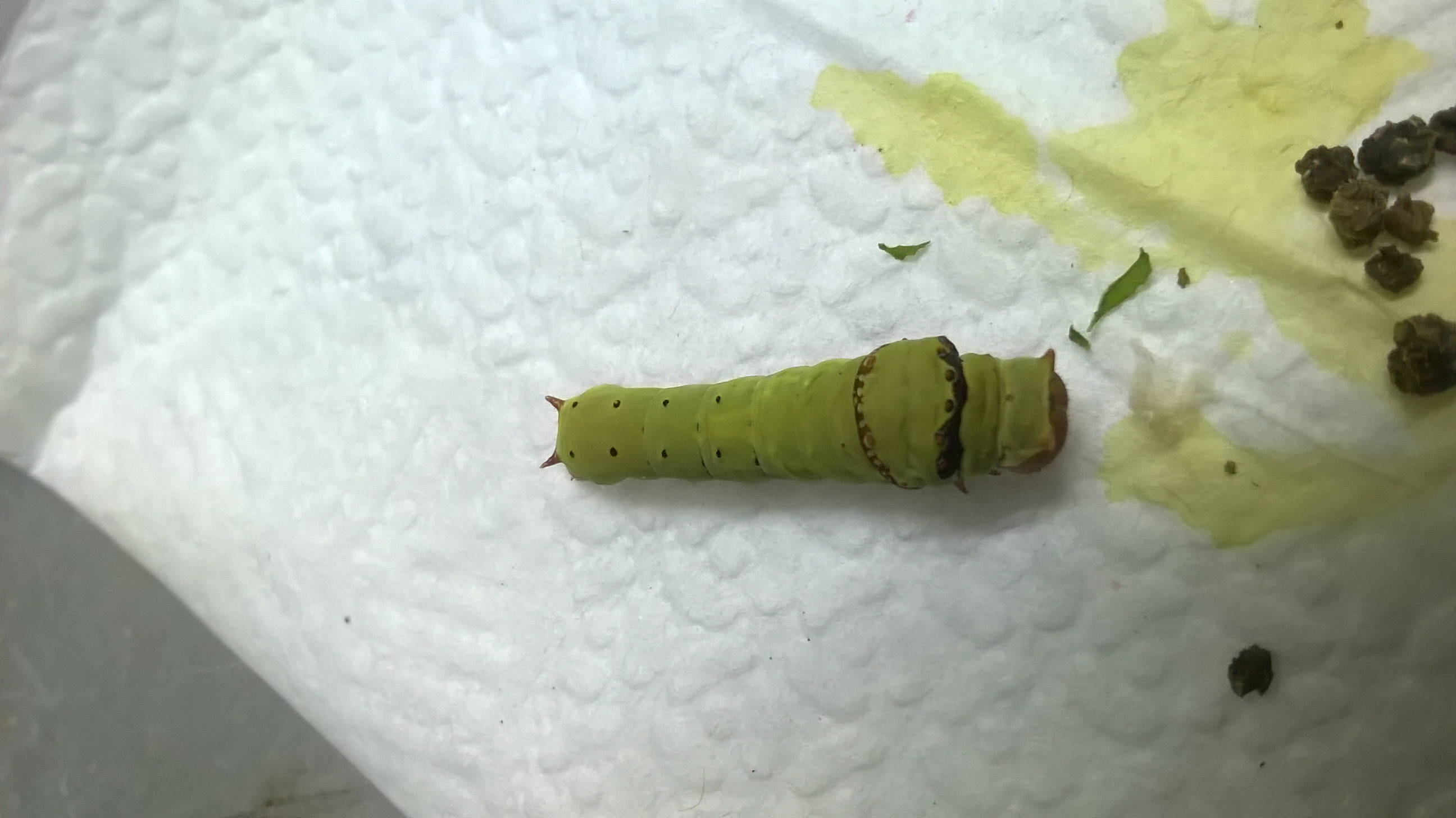
idősebb hernyók
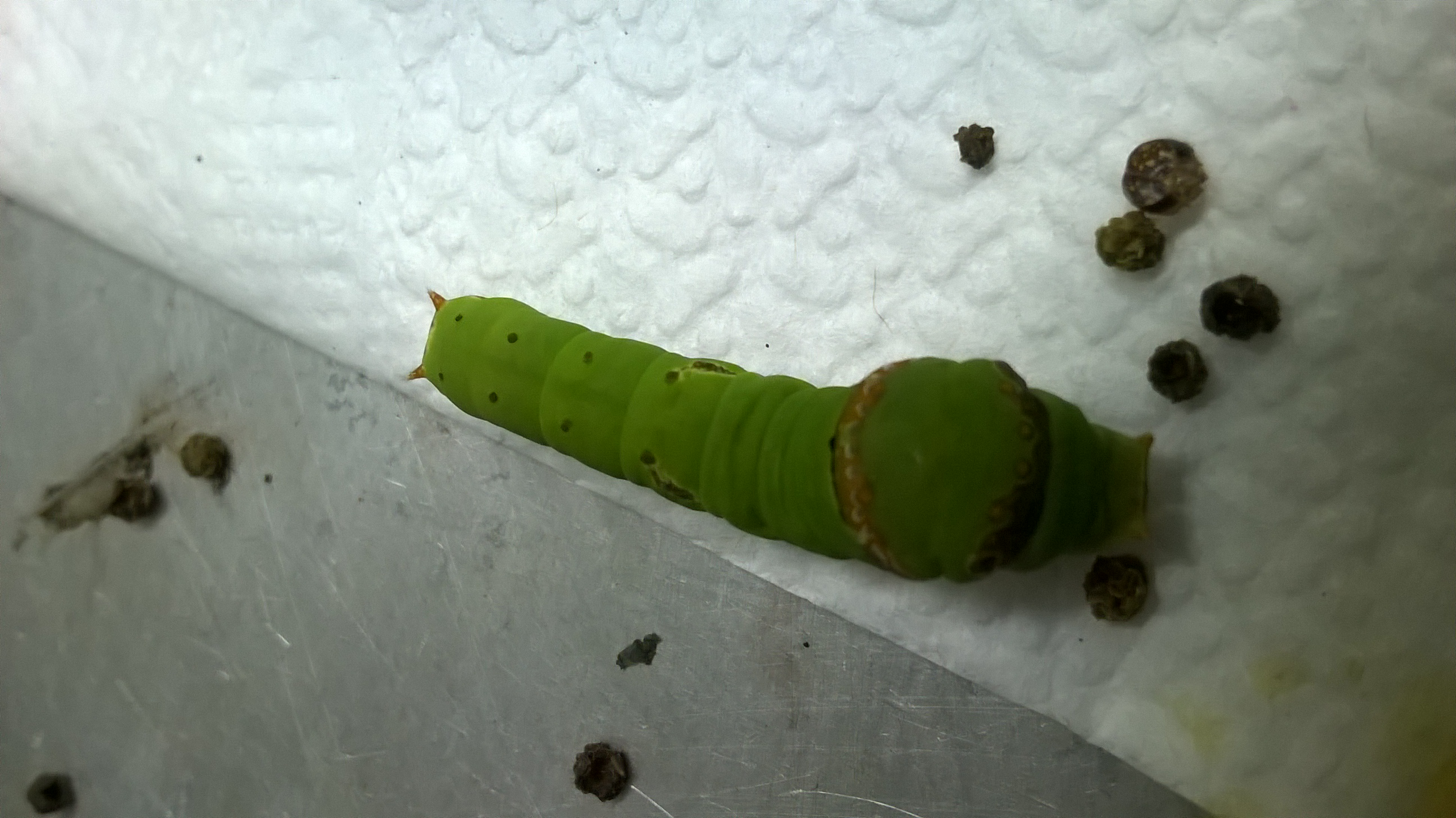
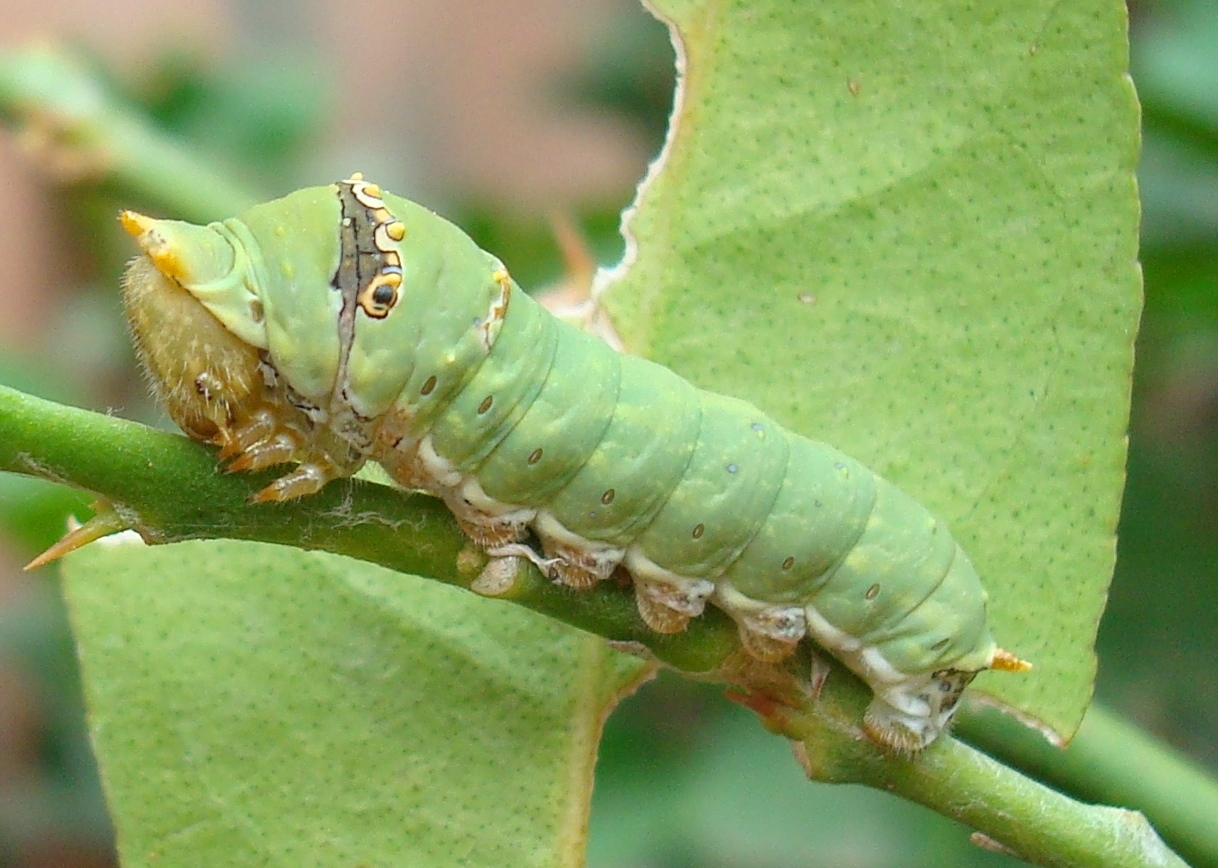

### Fordítás
- Ez a szócikk részben vagy egészben  a   Papilio demoleus című angol Wikipédia-szócikk ezen változatának fordításán alapul.  Az eredeti cikk szerkesztőit annak laptörténete sorolja fel. Ez a jelzés csupán a megfogalmazás eredetét és a szerzői jogokat jelzi, nem szolgál a cikkben szereplő információk forrásmegjelöléseként.